# Srpska avijacija
La Srpska avijacija è stata dal 1912 al 1918 la forza aerea del Regno di Serbia fino alla fine della prima guerra mondiale.
Il servizio fu fondato all'inizio del 1912, all'epoca in cui la maggior parte degli eserciti più importanti sperimentavano l'aereo in campo militare. Questa decisione era soprattutto motivata dal contesto politico in cui si venne a trovare questa nazione nei Balcani, il Regno di Serbia aveva appena concluso degli accordi con i suoi alleati balcanici ed una guerra contro l'Impero ottomano era imminente.

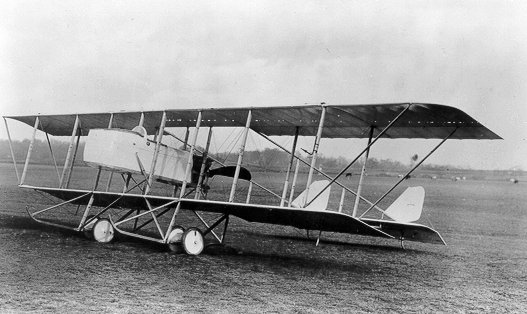
Un Farman MF 11 Shorthorn del tipo che per primo equipaggiò l'aeronautica serba

I primi cinque allievi piloti serbi effettuarono un corso nel 1912 nelle scuole di Louis Blériot e di Henri Farman a Étampes, nei pressi di Parigi, dove ottennero il brevetto della Federazione Aeronautica Internazionale. Immediatamente dopo, il governo acquistò presso i due costruttori i primi aerei che andarono a formare l'ossatura della neonata aviazione serba. All'inizio di ottobre, la Serbia insieme ai suoi alleati scese in guerra contro la Turchia in quella che viene definita la prima guerra balcanica. Il 24 dello stesso mese, il capo di stato maggiore dell'esercito il maresciallo Radomir Putnik creò il comando aeronautico, composto da un'unità di aeroplani composta da 12 velivoli, una di palloni di osservazione con due palloni, uno stabilimento per la produzione dell'idrogeno e una scuola di addestramento per i colombi viaggiatori. Queste forze, poste sotto gli ordini del comandante Kosta Miletic, furono di stanza a Niš. Nel corso di questa guerra vi fu nel dicembre 1912 la seconda vittima dell'aviazione militare mondiale, il pilota serbo Mihajlo Petrović. La seconda guerra balcanica, tra la Bulgaria e i suoi vecchi alleati nel 1913, non consentì l'impiego degli aerei a causa dell'altitudine delle montagne tra Niš e la linea del fronte, ma permise all'unita palloni di osservazione di acquisire un'esperienza preziosa di cui farà buon uso più tardi.

## La prima guerra mondiale

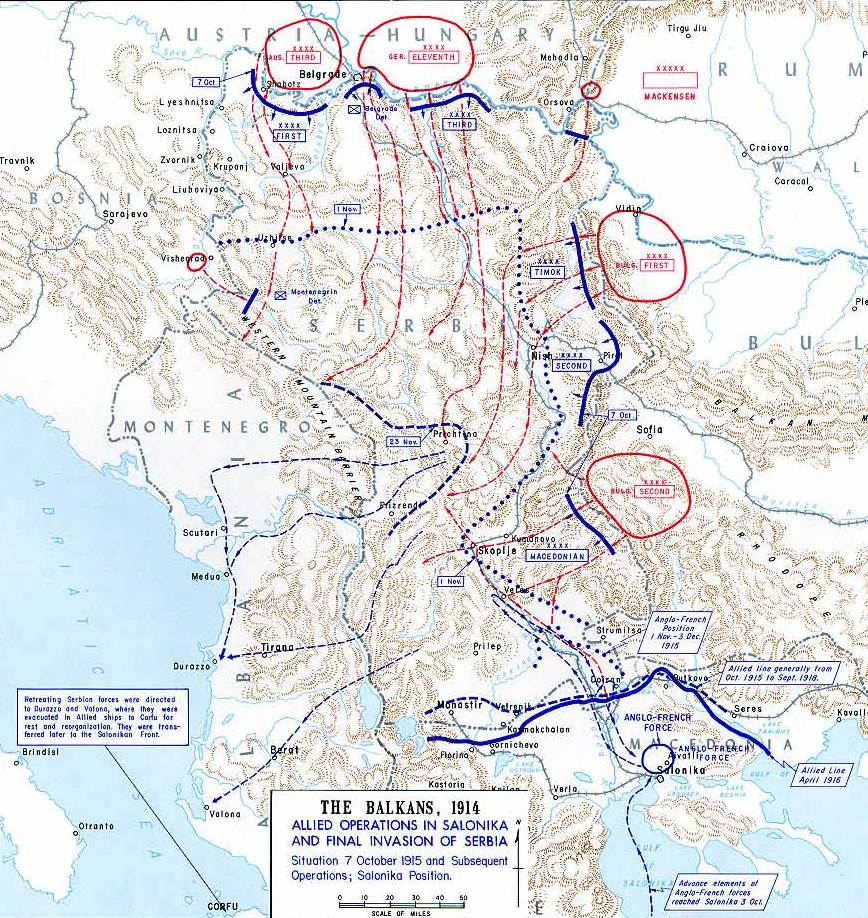
La ritirata dell'esercito serbo nel 1915

In seguito all'entrata in guerra, i piloti serbi vennero schierati in prossimità del fronte, nei pressi di Valjevo. Dal 13 agosto 1914, iniziarono a trasmettere preziose informazioni al comando supremo, che si rivelano di importanza primaria e influirono sul risultato delle battaglie del Cer e di Kolubara, vinte dai Serbi, per quanto meno numerosi dei loro nemici.
Dopo questi successi e per dimostrare la sua solidarietà e il suo appoggio, il governo francese decise di inviare une missione militare e una squadriglia di aerei sul fronte serbo. La squadriglia 99 arrivò in Serbia il 15 marzo 1915, equipaggiata con dodici biplani Farman MF 11 Shorthorn armati di mitragliatrice, lancia bombe e apparecchi ottici per la visione.
L'organico era di 99 ufficiali, sottufficiali e soldati. Tra questi vi erano otto piloti e dieci osservatori. Il comandante Roger Vitrat era il comandante della squadriglia, che a sua volta era subordinata al comando supremo dell'esercito serbo. La zona di osservazione venne stabilita lungo la frontiera che costituiva allora la linea del fronte e che si estendeva da Smederevo sul Danubio, fino a Loznica sulla Drina e cioè il settore occidentale del fronte. All'aviazione serba venne assegnato il settore del fronte da Smederevo a Golubac sul Danubio. L'arrivo dei piloti francesi permise ai Serbi di acquisire una superiorità aerea che mantennero fino all'ottobre 1915 allorché il generale tedesco von Mackensen lanciò una grande offensiva sulla Serbia, raggruppando imponenti forze germaniche, austro-ungheresi e bulgare, appoggiate da più di cento velivoli moderni. Prima dell'offensiva, i piloti francesi e serbi assicurarono la ricognizione in territorio nemico, creandovi un clima di insicurezza e disturbando con frequenti bombardamenti la circolazione e il concentramento delle truppe. Nel corso della ritirata dell'esercito serbo, i piloti parteciparono alla ricerca di informazioni sugli spostamenti e le intenzioni del nemico. Queste furono particolarmente preziose dal momento in cui il governo serbo decise di far ritirare il suo esercito e la sua popolazione verso l'Adriatico, attraverso le montagne dell'Albania e del Montenegro. Nel corso di questa tragica ritirata in pieno inverno, i piloti francesi furono i primi al mondo a trasportare dei feriti per via aerea, da Prizren in Kosovo fino a Scutari in Albania. Assicurarono in seguito, con i piloti serbi, i collegamenti tra le differenti unità in ripiegamento lungo la costa albanese verso Durazzo e Valona. La squadriglia francese lasciò Scutari per la Francia a fine dicembre 1915.

### Con l'esercito d'oriente
Nel gennaio 1916, dopo aver distrutto gli ultimi aerei rimasti, i piloti serbi si ritrovarono a Corfù con il resto del loro esercito. In seguito alla riorganizzazione, particolarmente grazie alla Francia, la squadriglia serba raggiunse l'esercito d'oriente e si installò a Mikra, nei pressi di Tessalonica, all'inizio del maggio 1916.
La mancanza di aerei e di specialisti meccanici e armieri non permise alla squadriglia di rimanere unita. Il quartier generale serbo inserì l'insieme del personale aeronautico nelle cinque squadriglie francesi addette al sostegno del suo esercito. Infatti, gli altri alleati presenti in questo fronte, francesi, britannici, italiani e greci, avevano proprie unità aeronautiche. Queste sostenendo le loro truppe, collaboravano nella lotta contro l'aviazione degli imperi centrali, riuscendo in certe fasi della guerra a ristabilire l'equilibrio e a volte a prevalere sugli alleati.
Nel 1918 il quartier generale alleato modificò la propria opinione sull'importanza di questo fronte, considerato fino ad allora come secondario e Georges Clemenceau nominò il generale Louis Franchet d'Esperey alla testa dell'esercito d'oriente, di conseguenza le squadriglie alleate, e fra esse quelle franco serbe, furono equipaggiate di aerei da caccia e bombardamento moderni. Ciò permise nell'estate del 1918 di guadagnare lo spazio aereo e di contribuire in maniera significativa alle operazioni effettuate dalle truppe terrestri.
La folgorante offensiva effettuata dalle truppe franco serbe nella valle del Vardar affrettò la capitolazione dell'esercito bulgaro a causa della brusca assenza dovuta all'offensiva franco serba di gran parte dell'artiglieria e servizi germanici, originariamente destinati sul tratto di fronte da loro tenuto. Quando l'esercito serbo riuscì dopo 45 giorni di avanzata a respingere i germanici e gli austro ungheresi a 600 chilometri dal fronte, il destino degli imperi centrali nei Balcani era oramai segnato.
L'aviazione serba ha svolto sul fronte d'oriente più di 2 500 missioni di combattimento e ha partecipato a tutte le operazioni importanti. Alla fine della guerra comprendeva più di 60 aerei moderni, circa 70 piloti, 40 osservatori e più di trecento meccanici e altri specialisti.
Tra la fine e l'inizio di novembre 1918, i piloti serbi dopo aver sorvolato Belgrado e Novi Karlovci, si ritrovarono nei pressi della frontiera ungherese a Novi Sad, dove effettuarono una riorganizzazione necessaria in una grande base presa al nemico.
L'aviazione del Regno di Serbia operò fino al 1918 quando con la fine della prima guerra mondiale venne costituito il Regno dei Serbi, dei Croati e degli Sloveni per cui l'aviazione serba venne assorbita nell'aviazione del nuovo Stato assumendo nel 1923 la denominazione di Avijacijsko odeljenje Jugoslovenske kraljevske armije (Dipartimento aviazione dell'esercito jugoslavo). Nel 1929 lo Stato assunse il nome di Regno di Jugoslavia e l'aviazione militare cambiò la propria denominazione in Jugoslovensko kraljevsko ratno vazduhoplovstvo i pomorska avijacija (Aeronautica militare jugoslava ed aviazione navale) operando sino al 1941 quando nel corso della seconda guerra mondiale la Jugoslavia venne occupata dalle potenze dell'Asse.